# 80 Pułk Piechoty (austro-węgierski)

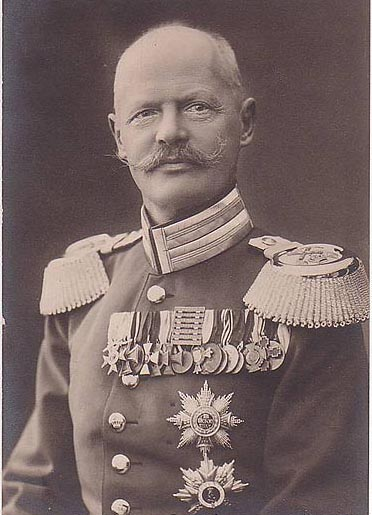
Książę Bawarii Arnulf

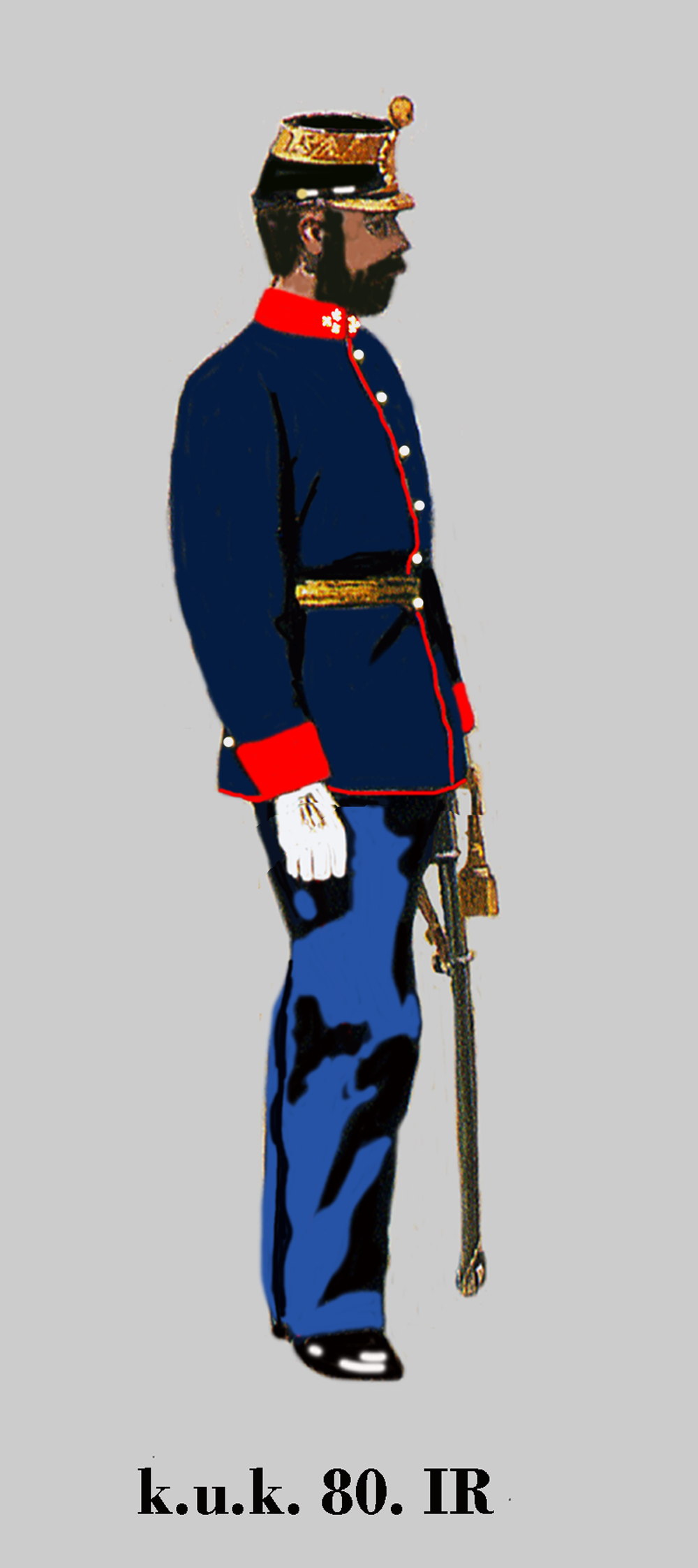
Kapitan IR. 80 w mundurze paradnym

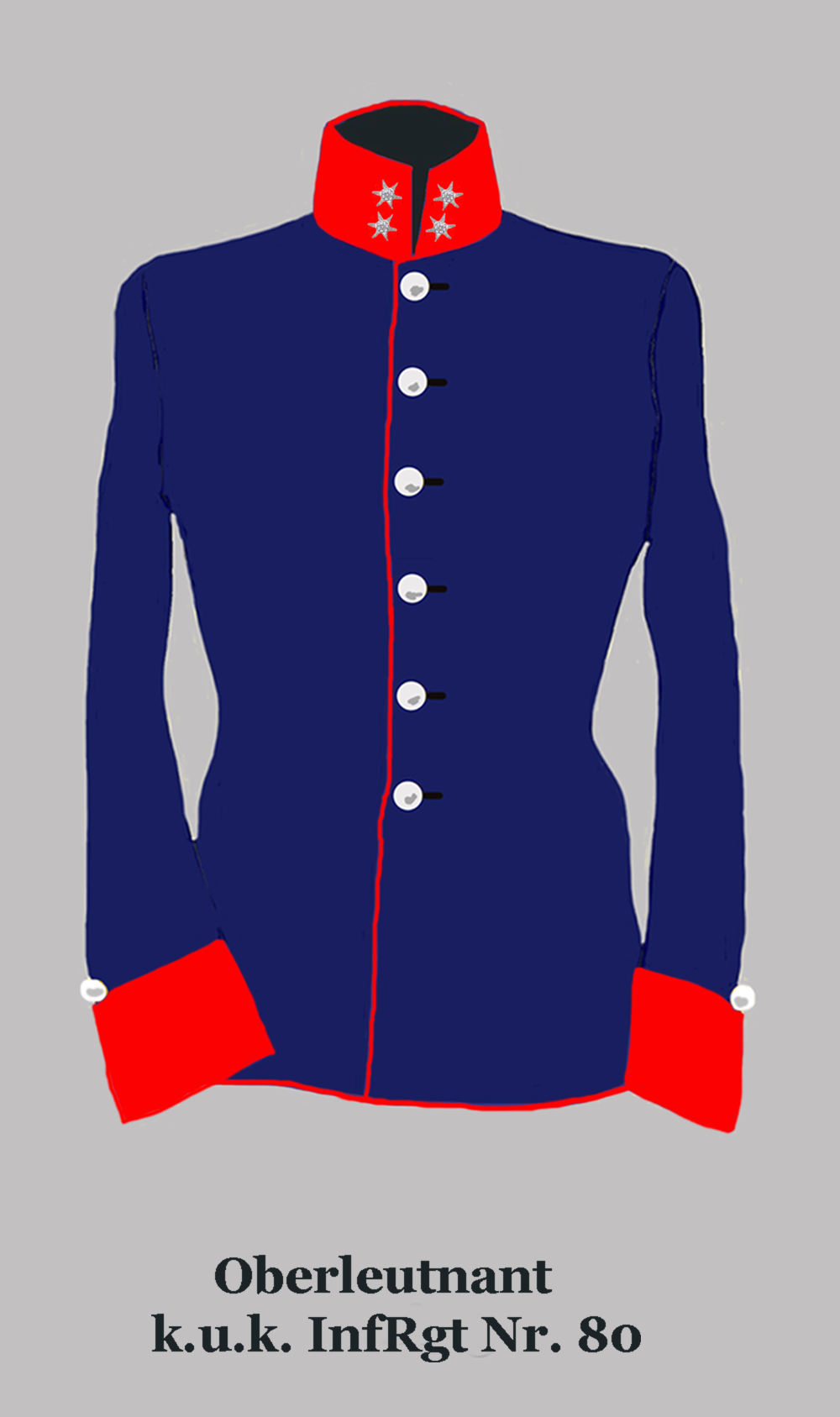
Kurtka munduru porucznika IR. 80

Galicyjski Pułk Piechoty Nr 80 (IR. 80) – pułk piechoty cesarskiej i królewskiej Armii.

## Historia pułku
Pułk został sformowany 1 lutego 1860 roku w Wiedniu z batalionów liniowych (Linieninfanterieregiment) 13 pułku piechoty i 16 pułku piechoty. Główna stacja okręgu uzupełnień i kancelaria rachunkowa (niem. Haupt-Ergänzungs-Bezirks- und Rechnungskanzlei-Station) znajdowała się w Vicenza.
W 1866 roku pułk został przeniesiony do Koszyc, w 1869 roku do Lwowa, w 1880 roku do Višegradu, a w 1882 roku wrócił do Lwowa.
Okręg uzupełnień nr 80 Złoczów na terytorium 11 Korpusu.
W 1873 roku sztab pułku stacjonował we Lwowie, natomiast batalion zapasowy i komenda uzupełnień w Złoczowie.
W latach 1903–1914 komenda pułku razem z 1. i 3. batalionem stacjonowała we Lwowie, 2. batalion w Złoczowie, a 4. batalion podlegał dyslokacjom: 1903–1906 – Lwów, 1907–1909 – Tuzla, 1910–1911 – Brczko, 1912–1914 – Nevesinje.
W 1914 roku pułk (bez 4. batalionu) wchodził w skład 60 Brygady Piechoty należącej do 30 Dywizji Piechoty, natomiast detaszowany 4. batalion był podporządkowany komendantowi 3 Brygady Górskiej należącej do .
Skład narodowościowy w 1914 roku 25% – Polacy, 68% – Rusini.
Kolory pułkowe: szkarłatny (scharlach), guziki srebrne.

## Szefowie pułku
Kolejnymi szefami pułku byli:
- generał kawalerii Wilhelm von Schleswig-Holstein-Glücksburg (1860 – †5 IX 1893),
- książę Bawarii Arnulf(inne języki) (1894 – †12 XI 1907),
- wielki książę Saksonii-Weimar-Eisenach Wilhelm Ernest (od 1908).

## Żołnierze
Komendanci pułku
- płk Gottfried Leopold von Auersperg (1860 – )
- płk Joseph Heinold (1873)
- płk Karl Strasser (1903–1904)
- płk Philipp Freih. von Rechbach (1905–1908)
- płk Adalbert Letovsky (1909–1911)
- płk Józef Kruźlewski (1912–1914)

Oficerowie
- mjr Stanisław Bastgen
- mjr Iwan Maksymowycz
- kpt. Karol Paryłowski
- kpt. Aleksander Paszkiewicz
- kpt. Hipolit Podhorodecki
- kpt. Mieczysław Wiktor
- por. Rudolf Klotzek
- por. rez. Karol Słowik
- ppor. Roman Czibulka
- ppor. Mieczysław Szczudłowski
- ppor. rez. Tadeusz Kurzeja
- ppor. rez. Feliks Waluszewski
- chor. rez. Jan Zakrzewski
- starszy lekarz rezerwy Stanisław Goździewski

Żołnierze
- chor. rez. Aleksander Patejdl